# Regeneron (firma)
Regeneron Pharmaceuticals, Inc. je americká biotechnologická firma se sídlem ve Westchester County ve státě New York, založená v roce 1988. Původně se soustředila na výzkum a výrobu neurotrofických faktorů a jejich regenerativních schopností, z čehož vzniklo i její jméno. Následně se společnost začala zabývat i studiem cytokinů a tyrosinkinázových receptorů.
V květnu 2025 firma Regeneron Pharmaceuticals oznámila, že koupí 23andMe, biotechnologickou společnost zabývající se genetickým testováním pro genealogii, za 256 mil. $.

## Experimentální lék na covid-19
Dne 4. února 2020 americké ministerstvo zdravotnictví oznámilo, že společnost Regeneron bude usilovat o vývoj monoklonálních protilátek k léčbě covidu-19.
V listopadu 2020 schválil americký Úřad pro kontrolu potravin a léčiv (FDA) lék pro nouzové nasazení.
Dne 24. ledna 2021 oznámilo Německo, že od konce ledna začne léky na bázi monoklonálních protilátek od společnosti Regeneron jako první země v Evropské unii k léčbě nemoci covid-19 využívat.
V únoru 2021 o lék projevilo zájem i Česko.